# マテ・ボバン
マテ・ボバン（1940年 - 1997年7月7日）は、ヘルツェゴビナのクロアチア人政治家であり、ボスニア・ヘルツェゴビナ紛争中に、ボスニア・ヘルツェゴビナ領内で一方的に建国され、国際的に承認されることのなかった国家「ヘルツェグ＝ボスナ・クロアチア人共和国」の指導者であった。ボバンは、1991年から1994年にかけてのヘルツェグ＝ボスナ・クロアチア人共和国の短い歴史の中で、唯一の大統領であった。ボバンは反ボシュニャク人の立場に立ち、クロアチア本国では同国政府とセルビア人によるクライナ・セルビア人共和国が内戦を繰り広げている中、ボスニア・ヘルツェゴビナではヘルツェグ＝ボスナのクロアチア人勢力はセルビア人勢力と良好な関係を作り上げていた。

## 紛争前
マテ・ボバンは、ユーゴスラビア王国領であったヘルツェゴビナ地方のグルデ基礎自治体にある村落ソヴィチ（Sovići）にて、1940年に生まれた。社会主義時代、ボバンはクロアチアのイモツキ（Imotski）で出版会社を経営し、またザグレブのタバコ工場の役員であった。ボバンは1950年代から共産主義者同盟の党籍を持ち続けていたが、クロアチア民族主義の政党であるクロアチア民主同盟（HDZ）が結成されてまもなくの頃、これに加わった。ボバンはボスニア・ヘルツェゴビナ議会の議員となり、HDZの副党首、そしてHDZボスニア・ヘルツェゴビナ（HDZ-BiH）の党首を務めた。

## ヘルツェグ＝ボスナの建国
1991年11月18日、ボバンは「ヘルツェグ＝ボスナ・クロアチア人共同体」の設立を宣言した。この共同体は、ボスニア・ヘルツェゴビナ領内にあって、「政治的、文化的、経済的、領域的すべてにおいて」独立した存在であるとした。これは、クロアチアの大統領フラニョ・トゥジマンと、セルビアの大統領スロボダン・ミロシェヴィッチによるボスニア・ヘルツェゴビナ分割の交渉に基づいた動きであるとも言われている。
ボバンはボスニアのセルビア人勢力「ボスニア・ヘルツェゴビナ・セルビア人共和国」の大統領ラドヴァン・カラジッチと1992年5月にオーストリアのグラーツで会合を持ち、ボスニア・ヘルツェゴビナを2分割するために相互に協力することで合意した。ボバンとカラジッチはその後1993年9月2日にもモンテネグロで会合し、ボシュニャク人主体のボスニア・ヘルツェゴビナ中央政府がヴァンス＝オーウェン案を拒絶した後の対応について話し合った。ボバンは、ボスニア・ヘルツェゴビナでボバンに反対するクロアチア人の暗殺を指示したとも言われる。ボバンによる暗殺指令の対象にはスティエパン・クリュイッチ（Stjepan Kljuić）、ブラジュ・クラリェヴィッチ（Blaž Kraljević）、トミスラヴ・ドレタル（Tomislav Dretar）などがあった。クラリェヴィッチは1992年8月9日に会合に呼ばれて、ボバンの手下8人によって殺害された。ドレタルは暗殺による死は逃れたものの、ビハチ（Bihać）でセルビア人勢力に包囲されて孤立状態に置かれ、ボバンの政策に反対する術はなくなった。スティエパン・クルイッチは、戦争継続を主張するボバンに反対し続けた人物である。

## ボスニア・ヘルツェゴビナ紛争
クロアチア人勢力とセルビア人勢力の間では、ボスニア・ヘルツェゴビナを分割し、クロアチア人勢力の地域をクロアチアに編入するための交渉が行われた。1992年6月から1993年初頭にかけてクロアチア人とボシュニャク人の間で緊張感が高まり、ボバンの率いるクロアチア人勢力は、ボシュニャク人の市民に対して強制収容所への連行など、多くの蛮行が行われた。1993年4月、クロアチア人勢力とボシュニャク人勢力（ボスニア・ヘルツェゴビナ中央政府）との間で戦闘が始まった。クロアチア人の準軍事組織であるクロアチア防衛評議会（HVO）は、ボスニア・ヘルツェゴビナ南部の支配地域でボシュニャク人を攻撃・追放し、その間に多くの市民に対して蛮行を働いた。その中にはストゥプニ・ド（Stupni Do）での虐殺や、アフミチの虐殺なども含まれる。1994年になると、ボスニアのクロアチア人の戦況は悪化した。クロアチア本国は1日あたり3百万ドイツマルクをボスニア・ヘルツェゴビナ紛争に投じており、クロアチア防衛評議会を支援したことによって国際社会からの激しい非難にさらされていた。アメリカ合衆国は、ボスニア・ヘルツェゴビナ政府とクロアチア人勢力との間でワシントン合意と呼ばれる和平合意を調停した。これによって、ヘルツェグ＝ボスナ・クロアチア人共和国は消滅し、ボスニア・ヘルツェゴビナ連邦に吸収された。その後まもなく、ローマ教皇ヨハネ・パウロ2世とアメリカ合衆国政府はボバンに退陣を迫り、ボバンは政界を去った。

## 紛争終結後
1997年4月7日、ボバンは脳梗塞となり、3日後にモスタルの病院で死亡した。ボバンの葬儀は外国の首脳の参加こそなかったものの、クロアチアの防衛大臣ゴイコ・シュシャク（Gojko Šušak）などの、多くのクロアチア人の有力者が訪れた。ボバンの死に関して、「ボバンの死は、戦争犯罪人として裁きを受けるのを回避するための嘘」とする不確かながらも根強い噂がある。